# Crosslauf-Weltmeisterschaften 2008
Die 36. Crosslauf-Weltmeisterschaften der IAAF (offiziell 36th IAAF World Cross Country Championships) fanden am 30. März 2008 in Edinburgh (Schottland, Vereinigtes Königreich) statt.

## Kurs
Veranstaltungsort war der Holyrood Park, in dem eine zwei Kilometer lange Schleife angelegt worden war, bei deren verkürzter Version der Anstieg auf den Haggis Knowe (ca. 15 Höhenmeter) ausgelassen wurde. Die Männer bewältigten zwei kleine und vier große Runden (12 km), die Frauen und Junioren zwei große und zwei kleine Runden (7,905 km) und die Juniorinnen eine kleine und zwei große Runden.

## Wettkämpfe
Insgesamt waren für die Erwachsenenwettbewerbe 280.000 $ Preisgeld ausgesetzt, von denen auf die Gewinner jedes Rennens 30.000 $ und jedes siegreiche Team 20.000 $ entfielen. Über 17.000 Zuschauer fanden sich zu den Rennen ein. Das Wetter war kalt, zeitweise regnerisch und böig.

## Ergebnisse

### Männer

#### Einzelwertung
| Platz | Athlet                 | Land | Zeit (min) |
| ----- | ---------------------- | ---- | ---------- |
| 1     | Kenenisa Bekele        | ETH  | 34:38      |
| 2     | Leonard Patrick Komon  | KEN  | 34:41      |
| 3     | Zersenay Tadese        | ERI  | 34:43      |
| 4     | Joseph Ebuya           | KEN  | 34:47      |
| 5     | Moses Ndiema Masai     | KEN  | 35:02      |
| 6     | Felix Kibore           | QAT  | 35:15      |
| 7     | Gedion Lekumok Ngatuny | KEN  | 35:16      |
| 8     | Ahmad Hassan Abdullah  | QAT  | 35:18      |

Von 165 gemeldeten Athleten gingen 179 an den Start und kamen 165 in die Wertung. Ein Läufer wurde auf der Stelle disqualifiziert, während dem Algerier Fathi Meftah wegen eines Dopingvergehens nachträglich der 35. Platz aberkannt wurde.
Als einziger Teilnehmer aus einem deutschsprachigen Land kam der Schweizer Ueli Koch auf den 133. Platz (39:12).

#### Teamwertung
| Platz | Land und Athleten | Gesamtpunktzahl und Einzelplatzierung |
| ----- | --- | ------------------------------------- |
| 1     | Kenia Leonard Patrick Komon Joseph Ebuya Moses Ndiema Masai Gedion Lekumok Ngatuny Bernard Kiprop Kipyego Hosea Mwok Macharinyang | 039 02 04 05 07 010 011               |
| 2     | Äthiopien Kenenisa Bekele Habtamu Fikadu Sileshi Sihine Gebregziabher Gebremariam Dereje Debele Abebe Dinkesa                     | 104 01 09 015 017 021 041             |
| 3     | Katar Felix Kibore Ahmad Hassan Abdullah Sultan Khamis Zaman Mubarak Hassan Shami Gamal Belal Salem Essa Ismail Rashed            | 143 06 08 022 025 034 048             |

Insgesamt wurden 15 Teams gewertet.

### Frauen

#### Einzelwertung
| Platz | Athletin                   | Land | Zeit (min) |
| ----- | -------------------------- | ---- | ---------- |
| 1     | Tirunesh Dibaba            | ETH  | 25:10      |
| 2     | Mestawet Tufa              | ETH  | 25:15      |
| 3     | Linet Chepkwemoi Masai     | KEN  | 25:18      |
| 4     | Doris Chepkwemoi Changeywo | KEN  | 25:34      |
| 5     | Hilda Kibet                | NED  | 25:35      |
| 6     | Gelete Burka               | ETH  | 25:35      |
| 7     | Priscah Jepleting Cherono  | KEN  | 25:36      |
| 8     | Margaret Wangari Muriuki   | KEN  | 25:46      |

Von 99 gemeldeten Athletinnen gingen 95 an den Start und erreichten 90 das Ziel.
Als einzige Teilnehmerin aus einem deutschsprachigen Land kam die Deutsche Susanne Hahn auf den 33. Platz (27:09).

#### Teamwertung
| Platz | Land und Athletinnen                                                                                       | Gesamtpunktzahl und Einzelplatzierung |
| ----- | --- | ------------------------------------- |
| 1     | Äthiopien Tirunesh Dibaba Mestawet Tufa Gelete Burka Meselech Melkamu                                      | 18 01 02 06 09                        |
| 2     | Kenia Linet Chepkwemoi Masai Doris Chepkwemoi Changeywo Priscah Jepleting Cherono Margaret Wangari Muriuki | 22 03 04 07 08                        |
| 3     | Australien Benita Johnson Lisa Jane Weightman Melissa Rollison Anna Thompson                               | 84 11 20 26 27                        |

Insgesamt wurden zwölf Teams gewertet.

### Junioren

#### Einzelwertung
| Platz | Athlet              | Land | Zeit (min) |
| ----- | ------------------- | ---- | ---------- |
| 1     | Ibrahim Jeilan      | ETH  | 22:38      |
| 2     | Ayele Abshero       | ETH  | 22:40      |
| 3     | Lucas Kimeli Rotich | KEN  | 22:42      |

Von 109 gemeldeten und gestarteten Athleten erreichten 108 das Ziel.

#### Teamwertung
| Platz | Land und Athleten                                                                          | Gesamtpunktzahl und Einzelplatzierung |
| ----- | ------------------------------------------------------------------------------------------ | ------------------------------------- |
| 1     | Kenia Lucas Kimeli Rotich Titus Kipjumba Mbishei Mathew Kipkoech Kisorio Peter Kimeli Some | 21 03 05 06 07                        |
| 2     | Äthiopien Ibrahim Jeilan Ayele Abshero Hunegnaw Mesfin Feyisa Lilesa                       | 28 01 02 11 14                        |
| 3     | Uganda Benjamin Kiplagat Geofrey Kusuro Stephen Kiprotich Abraham Kiplimo                  | 37 04 08 12 13                        |

Insgesamt wurden 15 Teams gewertet.

### Juniorinnen

#### Einzelwertung
| Platz | Athletin       | Land | Zeit (min) |
| ----- | -------------- | ---- | ---------- |
| 1     | Genzebe Dibaba | ETH  | 19:59      |
| 2     | Irene Cheptai  | KEN  | 20:04      |
| 3     | Emebt Etea     | ETH  | 20:06      |

Von 66 gemeldeten Athletinnen gingen 65 an den Start, die alle das Ziel erreichten.

#### Teamwertung
| Platz | Land und Athletinnen                                                                   | Gesamtpunktzahl und Einzelplatzierung |
| ----- | -------------------------------------------------------------------------------------- | ------------------------------------- |
| 1     | Äthiopien Genzebe Dibaba Emebt Etea Emebet Bacha Betelhem Moges                        | 16 01 03 05 07                        |
| 2     | Kenia Irene Cheptai Delvine Relin Meringor Jackline Chebii Dorcas Jepchirchir Kiptarus | 20 02 04 06 08                        |
| 3     | Japan Yukino Ninomiya Atsuko Matsumura Asami Katō Ayaka Mori                           | 57 10 14 15 18                        |

Insgesamt wurden acht Teams gewertet.